# Valencia (Ekwador)
Valencia – miasto w zachodnim Ekwadorze, w prowincji Los Ríos. Stolica kantonu Valencia.
Przez miasto przebiega droga krajowa E30. Patronem miasta jest św. Franciszek z Asyżu.